# 完顏奭
完顏奭（shì）（？—1143年），金朝趙王完顏宗傑长子，太祖完顏阿骨打之嫡孙，天眷元年九月任会宁牧，封邓王。后为上京留守，再改燕京（今北京市）留守、西京（今大同市）留守。子完顏阿楞、完顏挞楞。皇统三年卒。